# Catocala virens
Catocala virens är en fjärilsart som beskrevs av French 1886. Catocala virens ingår i släktet Catocala och familjen nattflyn. Inga underarter finns listade i Catalogue of Life.